# Cabo Helles

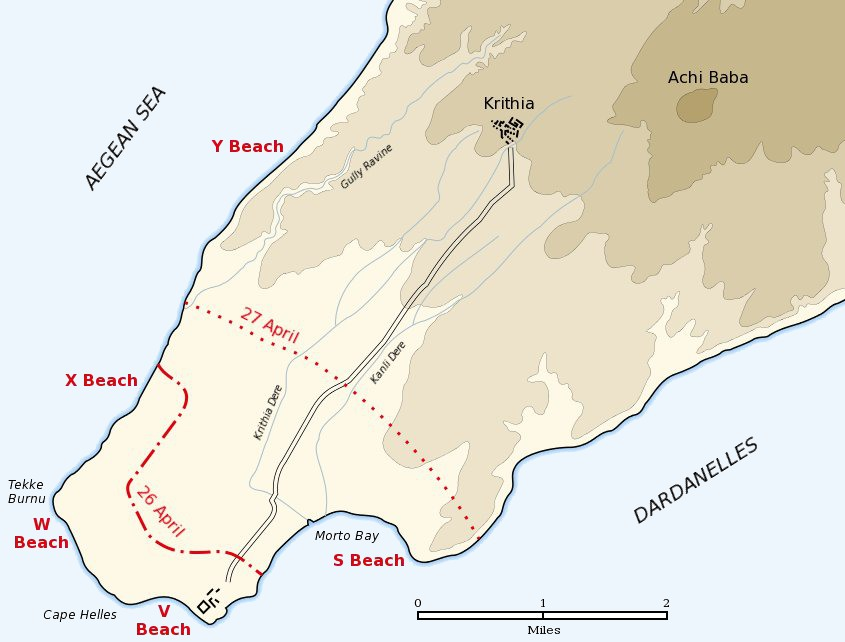
Mapa do desembarque da 29ª Divisão Britânica no Cabo Helles em 25 de abril de 1915 durante a Batalha de Gallipoli. A linha de frente estabelecida na noite de 26 de abril é mostrada pela linha vermelha pontilhada. A linha de frente alcançada na noite de 27 de abril é mostrada pela linha pontilhada vermelha. Esta se tornou a linha de "salto" para a Primeira Batalha de Krithia.

O Cabo Helles é um cabo no extremo sudoeste da península de Gallipoli, Turquia. Foi o local de um violento combate entre tropas turcas e britânicas na Campanha de Galípoli em 1915.

## Primeira Guerra Mundial
Foi palco de intensos combates entre tropas turcas otomanas e britânicas durante o desembarque no Cabo Helles no início da campanha de Gallipoli em 1915. O nome deriva do grego Helle; Helles significa "Helle's" em grego (ver também Helesponto).

É agora o local de um dos principais memoriais da campanha, o Memorial Helles, mantido pela Commonwealth War Graves Commission, particularmente para aqueles que faziam parte das forças britânicas e indianas (em vez das forças ANZAC).